# Ciak d'oro
Les Ciak d'oro sont des récompenses cinématographiques italiennes attribuées chaque année depuis 1986 par la revue de cinéma Ciak.
La plupart des catégories sont décernées par un jury de critiques et de journalistes du cinéma, à l'exception du meilleur film, de la meilleure réalisation, du meilleur acteur, de la meilleure actrice et du meilleur film étranger décernées par les lecteurs de la revue.

## Meilleur film
- 1986 : Pourvu que ce soit une fille (Speriamo che sia femmina) de Mario Monicelli
- 1987 : La Famille (La famiglia) d'Ettore Scola
- 1988 : Le Dernier Empereur (The Last Emperor) de Bernardo Bertolucci
- 1989 : La Légende du saint buveur (La leggenda del santo bevitore) d'Ermanno Olmi
- 1990 : Mery pour toujours (Mery per sempre) de Marco Risi
- 1991 : Un thé au Sahara (The Sheltering Sky) de Bernardo Bertolucci
- 1992 : Le Porteur de serviette (Il portaborse) de Daniele Luchetti
- 1993 : Les Enfants volés (Il ladro di bambini) de Gianni Amelio
- 1994 : Journal intime (Caro Diario) de Nanni Moretti
- 1995 : Le Facteur (Il postino) de Michael Radford (en collaboration avec Massimo Troisi)
- 1996 : Beauté volée (Io ballo da sola) de Bernardo Bertolucci
- 1997 : Il ciclone de Leonardo Pieraccioni
- 1998 : La vie est belle (La vita è bella) de Roberto Benigni
- 1999 : La Légende du pianiste sur l'océan (La leggenda del pianista sull'oceano) de Giuseppe Tornatore
- 2000 : Pain, Tulipes et Comédie (Pane e tulipani) de Silvio Soldini
- 2001 : La Chambre du fils (La camera del figlio) de Nanni Moretti
- 2002 : Le Sourire de ma mère (L'ora di religione: Il sorriso di mia madre) de Marco Bellocchio
- 2003 : La Fenêtre d'en face (La finestra di fronte) de Ferzan Özpetek
- 2004 : À corps perdus (Non ti muovere) de Sergio Castellitto
- 2005 : Les Conséquences de l'amour (Le conseguenze dell'amore) de Paolo Sorrentino
- 2006 : Le Caïman (Il caimano) de Nanni Moretti
- 2007 : Golden Door (Nuovomondo) d'Emanuele Crialese
- 2008 : Tutta la vita davanti de Paolo Virzì
- 2009 : Gomorra de Matteo Garrone
- 2010 : Le Premier qui l'a dit (Mine vaganti) de Ferzan Özpetek
- 2011 : Habemus papam de Nanni Moretti
- 2012 :
  - 1er : This Must Be the Place de Paolo Sorrentino
  - 2e : Diaz : un crime d'État (Diaz: Don't Clean Up This Blood) de Daniele Vicari
  - 3e : Piazza Fontana (Romanzo di una strage) de Marco Tullio Giordana
- 2013 : La migliore offerta (The Best Offer) de Giuseppe Tornatore
- 2014 : La grande bellezza de Paolo Sorrentino
- 2015 : Leopardi : Il giovane favoloso de Mario Martone
- 2016 : Perfetti sconosciuti de Paolo Genovese
- 2017 : Folles de joie (La pazza gioia) de Paolo Virzì
- 2018 : Call Me by Your Name de Luca Guadagnino
- 2019 : Dogman de Matteo Garrone[1]
- 2020 : La dea fortuna de Ferzan Özpetek[2]
- 2021 : Qui rido io de Mario Martone[3]
- 2022 : I fratelli De Filippo de Sergio Rubini

### Meilleure comédie
- 2023 : Grazie ragazzi de Riccardo Milani

### Meilleur drame
- 2023 : Mia de Ivano De Matteo

## Meilleur réalisateur
- 1986 : Nanni Moretti pour La messe est finie
- 1987 : Ettore Scola pour La Famille (La famiglia)
- 1988 : Bernardo Bertolucci pour Le Dernier Empereur (The Last Empereur)
- 1989 : Ermanno Olmi pour La Légende du saint buveur (La leggenda del santo bevitore)
- 1990 : Nanni Moretti pour Palombella rossa
- 1991 : Bernardo Bertolucci pour Un thé au Sahara
- 1992 : Marco Risi pour Il muro di gomma
- 1993 : Gianni Amelio pour Les Enfants volés
- 1994 : Nanni Moretti pour Caro Diario (Journal intime)
- 1995 : Gianni Amelio pour Lamerica
- 1996 : Bernardo Bertolucci pour Beauté volée
- 1997 : Leonardo Pieraccioni pour Il ciclone
- 1998 : Roberto Benigni pour La vie est belle
- 1999 : Giuseppe Tornatore pour La Légende du pianiste sur l'océan
- 2000 : Silvio Soldini pour Pane e tulipani (Pain, Tulipes et Comédie)
- 2001 : Nanni Moretti pour La Chambre du fils
- 2002 : Marco Bellocchio pour Le Sourire de ma mère
- 2003 : Gabriele Muccino pour Souviens-toi de moi (Ricordati di me)
- 2004 : Marco Tullio Giordana pour Nos meilleures années
- 2005 : Paolo Sorrentino pour Les Conséquences de l'amour
- 2006 : Nanni Moretti pour Le Caïman
- 2007 : Ferzan Özpetek pour Saturno contro
- 2008 : Paolo Virzì pour Tutta la vita davanti
- 2009 : Paolo Sorrentino pour Il divo
- 2010 : Giorgio Diritti pour L'Homme qui viendra (L'uomo che verrà)
- 2011 : Mario Martone pour Frères d'Italie (Noi credevamo)
- 2012 :
  - 1er : Ferzan Özpetek pour Magnifica presenza
  - 2e :  Paolo Sorrentino pour This Must Be the Place
  - 3e : Paolo et Vittorio Taviani pour César doit mourir (Cesare deve morire)
- 2013 : Giuseppe Tornatore pour The Best Offer (La migliore offerta)
- 2014 : Paolo Virzì pour Les Opportunistes (Il capitale umano)
- 2015 : Nanni Moretti pour Mia madre
- 2016 : Matteo Garrone pour Tale of Tales : Le Conte des contes (Il racconto dei racconti)
- 2017 : Gianni Amelio pour La tenerezza
- 2018 : Marco et Antonio Manetti pour Ammore e malavita
- 2019 : Mario Martone pour Capri-Revolution
- 2020 : Damiano et Fabio D'Innocenzo pour Storia di vacanze (Favolacce)
- 2021 : Alessandro Gassmann pour Il silenzio grande
- 2022 : Paolo Sorrentino pour La Main de Dieu
- 2023 : Ferzan Özpetek pour Nuovo Olimpo

## Meilleur acteur
- 1986 : Francesco Nuti : Tutta colpa del paradiso
- 1987 : Vittorio Gassman : La Famille (La famiglia)
- 1988 : Marcello Mastroianni : Les Yeux noirs (Otchi tchorniye)
- 1989 : Roberto Benigni : Le Petit Diable (Il piccolo diavolo)
- 1990 : Massimo Troisi : Quelle heure est-il (Che ora è)
- 1991 : Vittorio Mezzogiorno : Cerro Torre : Le Cri de la roche
- 1992 : Roberto Benigni : Johnny Stecchino
- 1993 : Sergio Castellitto : La Grande Citrouille (Il grande cocomero)
- 1994 : Fabrizio Bentivoglio : Un'anima divisa in due
- 1995 : Kim Rossi Stuart : Senza pelle
- 1996 : Sergio Castellitto : Marchand de rêves (L'uomo delle stelle)
- 1997 : Fabrizio Bentivoglio : Testimone a rischio
- 1998 : Roberto Benigni : La vie est belle
- 1999 : Stefano Accorsi : Radiofreccia
- 2000 : Bruno Ganz : Pain, Tulipes et Comédie (Pane e tulipani)
- 2001 : Stefano Accorsi : Juste un baiser et Tableau de famille (Le fate ignoranti)
- 2002 : Sergio Castellitto : Le Sourire de ma mère
- 2003 : Fabrizio Bentivoglio : Souviens-toi de moi (Ricordati di me)
- 2004 : Luigi Lo Cascio : Nos meilleures années
- 2005 : Carlo Verdone : Leçons d'amour à l'italienne (Manuale d'amore)
- 2006 : Silvio Orlando : Le Caïman
- 2007 : Elio Germano : Mon frère est fils unique
- 2008 : Valerio Mastandrea : Ciao Stefano
- 2009 : Toni Servillo : Il divo
- 2010 : Riccardo Scamarcio : Le Premier qui l'a dit (Mine vaganti)
- 2011 : Kim Rossi Stuart : L'Ange du mal (Vallanzasca: Gli angeli del male)
- 2012 :
  - 1er : Elio Germano : Magnifica presenza
  - 2e : Valerio Mastandrea : Piazza Fontana (Romanzo di una strage)
  - 3e : Fabrizio Bentivoglio : Scialla! (Stai sereno)
- 2013 : Toni Servillo : Viva la libertà
- 2014 : Toni Servillo : La grande bellezza
- 2015 : Elio Germano : Leopardi : Il giovane favoloso (Il giovane favoloso)
- 2016 : Marco Giallini : Perfetti sconosciuti
- 2017 : Renato Carpentieri : La tenerezza
- 2018 : Antonio Albanese : Come un gatto in tangenziale
- 2019 : Alessandro Borghi: Sur ma peau (Sulla mia pelle)
- 2020 : Stefano Accorsi et Edoardo Leo: Pour toujours (La dea fortuna)
- 2021 : Massimiliano Gallo: Il silenzio grande
- 2022 : Stefano Accorsi : Marilyn ha gli occhi neri
- 2023 : Michele Riondino : Palazzina Laf

## Meilleure actrice
- 1986 : Giuliana De Sio : Pourvu que ce soit une fille (Speriamo che sia femmina)
- 1987 : Valeria Golino : Storia d'amore
- 1988 : Ornella Muti : Io e mia sorella
- 1989 : Ornella Muti : Codice privato
- 1990 : Elena Sofia Ricci : Ne parliamo lunedì
- 1991 : Margherita Buy : Le Chef de gare
- 1992 : Margherita Buy : Maledetto il giorno che t'ho incontrato
- 1993 : Margherita Buy : Cominciò tutto per caso (it)
- 1994 : Asia Argento : Perdiamoci di vista
- 1995 : Sabrina Ferilli : La bella vita
- 1996 : Asia Argento : Le Syndrome de Stendhal
- 1997 : Iaia Forte : Luna e l'altra
- 1998 : Nicoletta Braschi : La vie est belle (La vita è bella)
- 1999 : Giovanna Mezzogiorno : Del perduto amore (it)
- 2000 : Licia Maglietta : Pain (Pane e tulipani)
- 2001 : Laura Morante : La Chambre du fils
- 2002 : Margherita Buy : Le Plus Beau Jour de ma vie (Il più bel giorno della mia vita)
- 2003 : Giovanna Mezzogiorno : La Fenêtre d'en face
- 2004 : Maya Sansa : Buongiorno, notte
- 2005 : Barbora Bobulova : Cuore sacro
- 2006 : Margherita Buy : Le Caïman
- 2007 : Margherita Buy : Saturno contro
- 2008 : Margherita Buy : Giorni e nuvole
- 2009 : Claudia Gerini : Diverso da chi?
- 2010 : Alba Rohrwacher : Cosa voglio di più (Ce que je veux de plus)
- 2011 : Alba Rohrwacher : La solitudine dei numeri primi (La Solitude des nombres premiers)
- 2012 :
  - 1er : Valeria Golino : La kryptonite nella borsa
  - 2e : Donatella Finocchiaro : Terraferma
  - 3e : Micaela Ramazzotti : Posti in piedi in paradiso
- 2013 : Margherita Buy : Je voyage seule (Viaggio sola)
- 2014 : Valeria Bruni Tedeschi : Les Opportunistes (Il capitale umano)
- 2015 : Margherita Buy : Mia madre
- 2016 : Sabrina Ferilli : Io e lei
- 2017 : Micaela Ramazzotti : Folles de joie (La pazza gioia)
- 2018 : Paola Cortellesi : Come un gatto in tangenziale
- 2019 : Marianna Fontana : Capri-Revolution
- 2020 : Paola Cortellesi : Figli
- 2021 : Serena Rossi : La tristezza ha il sonno leggero
- 2022 : Susy Del Giudice : I fratelli De Filippo
- 2023 : Linda Caridi : Dernière Nuit à Milan

## Meilleur acteur dans un second rôle
- 1986 : Franco Fabrizi pour Ginger et Fred (Ginger e Fred)
- 1987 : Carlo Dapporto et Massimo Dapporto pour La Famille (La famiglia)
- 1988 : Marco Messeri pour Le vie del Signore sono finite
- 1989 : Carlo Croccolo pour 'o Re
- 1990 : Sergio Castellitto pour Tre colonne in cronaca
- 1991 : Ennio Fantastichini pour Portes ouvertes
- 1992 : Paolo Bonacelli pour Johnny Stecchino
- 1993 : Claudio Amendola pour Un'altra vita
- 1994 : Alessandro Benvenuti pour Maniaci sentimentali
- 1995 : Massimo Ghini pour Senza pelle
- 1996 : Giancarlo Giannini pour Come due coccodrilli
- 1997 : Sergio Rubini pour Nirvana
- 1998 : Silvio Orlando pour Aprile
- 1999 : Sergio Rubini pour Del perduto amore
- 2000 : Giuseppe Battiston pour Pain (Pane e tulipani)
- 2001 : Luigi Maria Burruano et Tony Sperandeo pour Les Cent Pas
- 2002 : Leo Gullotta pour La Folie des hommes
- 2003 : Diego Abatantuono pour L'Été où j'ai grandi
- 2004 : Sergio Rubini pour L'amore ritorna
- 2005 : Pierfrancesco Favino pour Le chiavi di casa
- 2006 : Sergio Rubini pour La terra
- 2007 : Ninetto Davoli pour Uno su due
- 2008 : Alessandro Gassmann pour Caos calmo
- 2009 : Carlo Buccirosso pour Il divo
- 2010 : Ennio Fantastichini pour Le Premier qui l'a dit (Mine vaganti)
- 2011 : Giorgio Tirabassi pour La pecora nera
- 2012 : Pierfrancesco Favino pour Piazza Fontana (Romanzo di una strage)
- 2013 : Valerio Mastandrea pour Viva la libertà
- 2014 : Carlo Verdone pour La grande bellezza
- 2015 : Claudio Amendola pour Noi e la Giulia
- 2016 : Luca Marinelli pour On l'appelle Jeeg Robot (Lo chiamavano Jeeg Robot)
- 2017 : Luca Marinelli pour Lasciati andare et Slam: Tutto per una ragazza
- 2018 : Massimo Ghini pour Une famille italienne (A casa tutti bene)
- 2019 : Edoardo Pesce pour Dogman
- 2020 : Roberto Benigni pour Pinocchio

## Meilleure actrice dans un second rôle
- 1986 : Athina Cenci pour Pourvu que ce soit une fille (Speriamo che sia femmina)
- 1987 : Ottavia Piccolo pour La Famille (La famiglia)
- 1988 : Elena Sofia Ricci pour Io e mia sorella
- 1989 : Stefania Sandrelli pour Mignon est partie (Mignon è partita)
- 1990 : Amanda Sandrelli pour Amori in corso
- 1991 : Angela Finocchiaro pour Luisa, Carla, Lorenza e... le affettuose lontananze
- 1992 : Angela Finocchiaro pour Le Porteur de serviette (Il portaborse)
- 1993 : Laura Betti pour La Grande Citrouille (Il grande cocomero)
- 1994 : Milena Vukotic pour Fantozzi in paradiso
- 1995 : Silvia Cohen pour Strane storie - Racconti di fine secolo
- 1996 : Antonella Ponziani pour Ferie d'agosto
- 1997 : Stefania Rocca pour Nirvana
- 1998 : Marina Confalone pour Mots d'amour (La parola amore esiste)
- 1999 : Giuliana Lojodice pour Fuori dal mondo
- 2000 : Maya Sansa pour La balia
- 2001 : Jasmine Trinca pour La Chambre du fils
- 2002 : Mariangela Melato pour L'amore probabilmente
- 2003 : Serra Yılmaz pour La Fenêtre d'en face
- 2004 : Adriana Asti pour Nos meilleures années et Margherita Buy pour Caterina va en ville (Caterina va in città) (ex æquo)
- 2005 : Lisa Gastoni pour Cuore sacro
- 2006 : Angela Finocchiaro pour La Bête dans le cœur
- 2007 : Sabrina Impacciatore pour N: Io e Napoleone
- 2008 : Sabrina Ferilli pour Tutta la vita davanti
- 2009 : Micaela Ramazzotti pour Questione di cuore
- 2010 : Elena Sofia Ricci pour Le Premier qui l'a dit (Mine vaganti)
- 2011 : Carolina Crescentini pour Boris - Il film
- 2012 : Anita Caprioli pour Corpo celeste
- 2013 : Eva Riccobono pour Passione sinistra
- 2014 : Sabrina Ferilli pour La grande bellezza
- 2015 : Giulia Lazzarini pour Mia madre
- 2016 : Sonia Bergamasco pour Quo vado?
- 2017 : Jasmine Trinca pour Slam - Tutto per una ragazza
- 2018 : Claudia Gerini pour Ammore e malavita
- 2019 : Marina Confalone pour Il vizio della speranza
- 2020 : Barbara Chichiarelli pour Storia di vacanze (Favolacce)

## Meilleure distribution
- 2009 : Le Déjeuner du 15 août (Pranzo di ferragosto) et Si può fare (ex-æquo)

## Meilleure production
- 1987 : Franco Committeri pour La Famille (La famiglia)
- 2003 : Domenico Procacci pour Souviens-toi de moi (Ricordati di me), L'Étrange Monsieur Peppino (L'imbalsamatore), Respiro et Velocità massima
- 2004 : Angelo Barbagallo pour Nos meilleures années
- 2005 : Aurelio De Laurentiis pour Leçons d'amour à l'italienne (Manuale d'amore)
- 2006 : Angelo Barbagallo et Nanni Moretti pour Le Caïman
- 2007 : Donatella Botti pour L'aria salata, A casa nostra
- 2008 : Francesca Cima et Nicola Giuliano pour La Fille du lac (La ragazza del lago)
- 2009 : Francesca Cima, Nicola Giuliano, Andrea Occhipinti et Maurizio Coppolecchia pour Il divo
- 2010 : Simone Bachini et Giorgio Diritti pour L'Homme qui viendra (L'uomo che verrà)
- 2011 : Gregorio Paonessa, Marta Donzelli, Susanne Marian, Philippe Bober, Gabriella Manfré, Andres Pfaeffli et Elda Guidinetti pour Le quattro volte
- 2012 : Domenico Procacci pour Diaz : un crime d'État (Diaz - Don't Clean Up This Blood)
- 2013 : Carlo Cresto-Dina, Tiziana Soudani et Paolo Del Brocco pour L'intervallo

## Meilleure première œuvre
- 1988 : Carlo Mazzacurati pour Nuit italienne (Notte italiana)
- 1989 : Francesca Archibugi pour Mignon est partie (Mignon è partita)
- 1990 : Ricky Tognazzi pour Légers quiproquos (Piccoli equivoci)
- 1991 : Sergio Rubini pour Le Chef de gare (La stazione)
- 1992 : Alessandro D'Alatri pour Americano rosso
- 1993 : Mario Martone pour Mort d'un mathématicien napolitain (Morte di un matematico napoletano)
- 1994 : Pappi Corsicato pour Libera
- 1995 : Paolo Virzì pour La bella vita
- 1996 : Mimmo Calopresti pour La Seconde Fois (La seconda volta)
- 1997 : Eugenio Cappuccio, Massimo Gaudioso et Fabio Nunziata pour Il caricatore
- 1998 : Roberta Torre pour Mais qui a tué Tano ? (Tano da morire)
- 1999 : Luciano Ligabue pour Radiofreccia
- 2000 : Alessandro Piva pour LaCapaGira
- 2001 : Alex Infascelli pour Almost Blue
- 2002 : Marco Ponti pour Santa Maradona
- 2003 : Daniele Vicari pour Velocità massima
- 2004 : Salvatore Mereu pour Ballo a tre passi
- 2005 : Saverio Costanzo pour Private
- 2006 : Fausto Brizzi pour Notte prima degli esami
- 2007 : Kim Rossi Stuart pour Libero (Anche libero va bene)
- 2008 : Andrea Molaioli pour La Fille du lac (La ragazza del lago)
- 2009 : Gianni Di Gregorio pour Le Déjeuner du 15 août (Pranzo di ferragosto)
- 2010 : Susanna Nicchiarelli pour Cosmonauta
- 2011 : Ascanio Celestini pour La pecora nera
- 2012 : Alice Rohrwacher pour Corpo celeste
- 2013 : Leonardo Di Costanzo pour L'intervallo
- 2014 : Valeria Golino pour Miele
- 2015 : Duccio Chiarini pour L'Éveil d'Edoardo (Short Skin - I dolori del giovane Edo)
- 2016 : Gabriele Mainetti pour On l'appelle Jeeg Robot (Lo chiamavano Jeeg Robot)
- 2017 : Marco Danieli pour L'Affranchie (La ragazza del mondo)
- 2018 : Roberto De Paolis pour Cœurs purs (Cuori puri)
- 2019 : Alessio Cremonini pour Sur ma peau (Sulla mia pelle)
- 2020 : Marco D'Amore pour L'Immortel (L'immortale)
- 2021 : Alessandro Grande pour Regina

## Meilleur scénario
- 1986 : Nanni Moretti et Sandro Petraglia pour La messe est finie (La messa è finita)
- 1987 : Ruggero Maccari, Furio Scarpelli et Ettore Scola pour La Famille (La famiglia)
- 1988 : Alexander Abadascian, Nikita Mikhalkov et Suso Cecchi D'Amico pour Les Yeux noirs (Otchi tchorniye)
- 1989 : Francesca Archibugi, Gloria Malatesta et Claudia Sbarigia pour Mignon est partie (Mignon è partita)
- 1990 : Pupi Avati pour Histoire de garçons et de filles (Storia di ragazzi e di ragazze)
- 1991 : Gianni Amelio, Vincenzo Cerami et Alessandro Sermoneta pour Portes ouvertes (Porte aperte)
- 1992 : Daniele Luchetti, Stefano Rulli et Sandro Petraglia pour Le Porteur de serviette (Il portaborse)
- 1993 : Gianni Amelio, Stefano Rulli et Sandro Petraglia pour Les Enfants volés (Il ladro di bambini)
- 1994 : Nanni Moretti pour Journal intime (Caro diario)
- 1995 : Alessandro D'Alatri pour Senza pelle
- 1996 : Mario Martone pour L'Amour meurtri (L'amore molesto)
- 1997 : Furio Scarpelli, Giacomo Scarpelli, Pietro Calderoni et Pasquale Pozzessere pour Testimone a rischio
- 1998 : Francesco Bruni et Paolo Virzì pour Ovosodo
- 1999 : Giuseppe Piccioni, Gualtiero Rosella et Lucia Zei pour Fuori dal mondo
- 2000 : Silvio Soldini et Doriana Leondeff pour Pain, Tulipes et Comédie (Pani e tulipani)
- 2001 : Gabriele Muccino pour Juste un baiser (L'ultimo bacio)
- 2002 : Paolo Sorrentino pour L'uomo in più
- 2003 : Niccolò Ammaniti et Francesca Marciano pour L'Été où j'ai grandi (Io non ho paura)
- 2004 : Francesco Bruni et Paolo Virzì pour Caterina va en ville (Caterina va in città)
- 2005 : Gianni Amelio, Stefano Rulli et Sandro Petraglia pour Le chiavi di casa
- 2006 : Federica Pontremoli, Francesco Piccolo, Nanni Moretti pour Le Caïman (Il caimano)
- 2007 : Linda Ferri, Kim Rossi Stuart, Domenico Starnone et Francesco Giammusso pour Libero (Anche libero va bene)
- 2008 : Sandro Petraglia pour La Fille du lac (La ragazza del lago)
- 2009 : Matteo Garrone, Massimo Gaudioso, Roberto Saviano, Maurizio Braucci, Ugo Chiti et Gianni Di Gregorio pour Gomorra
- 2010 : Paolo Virzì, Francesco Bruni et Francesco Piccolo pour La prima cosa bella
- 2011 : Nanni Moretti, Francesco Piccolo et Federica Pontremoli pour Habemus papam
- 2012 : Gianni Amelio pour Le Premier Homme (Il primo uomo)
- 2013 : Roberto Andò et Angelo Pasquini pour Viva la libertà
- 2014 : Paolo Virzì, Francesco Bruni et Francesco Piccolo pour Les Opportunistes (Il capitale umano)
- 2015 : Mario Martone et Ippolita Di Majo pour Leopardi : Il giovane favoloso (Il giovane favoloso)
- 2016 : Filippo Bologna, Paolo Costella, Paolo Genovese, Paola Mammini et Rolando Ravello pour Perfetti sconosciuti
- 2017 : Nicola Guaglianone, Barbara Petronio et Edoardo De Angelis pour Indivisibili
- 2018 : Susanna Nicchiarelli pour Nico, 1988
- 2019 : Matteo Garrone, Massimo Gaudioso et Ugo Chiti pour Dogman
- 2020 : Damiano et Fabio D'Innocenzo pour Storia di vacanze (Favolacce)

## Meilleurs décors
- 1986 : Dante Ferretti pour Ginger et Fred (Ginger e Fred)
- 1987 : Luciano Ricceri pour La Famille (La famiglia)
- 1988 : Ferdinando Scarfiotti, Bruno Cesari et Osvaldo Desideri pour Le Dernier Empereur (The Last Emperor)
- 1989 : Danilo Donati pour Francesco
- 1990 : Dante Ferretti et Francesca Lo Schiavo pour Les Aventures du baron de Münchhausen (The Adventures of Baron Munchausen)
- 1991 : Dante Ferretti et Francesca Lo Schiavo pour Hamlet
- 1992 : Carlo Simi pour Bix
- 1993 : Paolo Barbi pour Confortorio
- 1994 : Antonello Geleng pour Dellamorte Dellamore
- 1995 : Andrea Crisanti pour Une pure formalité (Una pura formalità)
- 1996 : Francesco Bronzi pour Marchand de rêves (L'uomo delle stelle)
- 1997 : Giancarlo Basili pour Nirvana
- 1998 : Giantito Burchiellaro pour Le Prince de Hombourg (Il principe di Hombourg)
- 1999 : Francesco Frigeri pour La Légende du pianiste sur l'océan (La leggenda del pianista sull'oceano)
- 2000 : Simona Migliotti pour La Nourrice (La balia)
- 2001 : Bruno Cesari pour Tableau de famille (Le fate ignoranti)
- 2002 : Giancarlo Basili pour Luce dei miei occhi et Paz!
- 2003 : Paolo Bonfini pour L'Étrange Monsieur Peppino (L'imbalsamatore)
- 2004 : Francesco Frigeri pour À corps perdus (Non ti muovere)
- 2005 : Beatrice Scarpato pour Il resto di niente
- 2006 : Paola Comencini pour Romanzo criminale
- 2007 : Francesco Frigeri pour N: Io e Napoleone et Mon frère est fils unique (Mio fratello è figlio unico)
- 2008 : Davide Bassan pour Tutta la vita davanti
- 2009 : Giancarlo Basili pour Une histoire italienne (Sanguepazzo)
- 2010 : Maurizio Sabatini pour Baarìa
- 2011 : Emita Frigato pour Frères d'Italie (Noi credevamo)
- 2012 : Stefania Cella pour This Must Be the Place
- 2013 : Paolo Bonfini pour Reality
- 2014 : Stefania Cella pour La grande bellezza
- 2015 : Giancarlo Muselli pour Leopardi : Il giovane favoloso (Il giovane favoloso)
- 2016 : Dimitri Capuani et Alessia Anfuso pour Tale of Tales (Il racconto dei racconti - Tale of Tales)
- 2017 : Carmine Guarino pour Indivisibili
- 2018 : Ivana Gargiulo et Deniz Gokturk Kobanbay pour Napoli velata
- 2019 : Dimitri Capuani pour Dogman et Favola
- 2020 : Dimitri Capuani pour Pinocchio

## Meilleurs costumes
- 1986 : Danilo Donati pour Ginger et Fred (Ginger e Fred)
- 1987 : Gabriella Pescucci pour La Famille (La famiglia)
- 1988 : Carlo Diappi pour Les Yeux noirs (Otchi tchorniye)
- 1989 : Lina Nerli Taviani pour I ragazzi di via Panisperna
- 1990 : Gabriella Pescucci pour Les Aventures du baron de Münchhausen (The Adventures of Baron Munchausen)
- 1991 : Odette Nicoletti pour Le Voyage du capitaine Fracasse (Il viaggio di Capitan Fracassa)
- 1992 : Lina Nerli Taviani pour Rossini! Rossini!
- 1993 : Simonetta Leoncini pour La valle di pietra
- 1994 : Sissi Parravicini pour Magnificat
- 1995 : Paola Rossetti pour Barnabo des montagnes (Barnabo delle montagne)
- 1996 : Elisabetta Beraldo (it) pour Sostiene Pereira
- 1997 : Gabriella Pescucci pour Albergo Roma
- 1998 : Francesca Livia Sartori pour Le Prince de Hombourg (Il principe di Hombourg)
- 1999 : Maurizio Millenotti pour La Légende du pianiste sur l'océan (La leggenda del pianista sull'oceano)
- 2000 : Sergio Ballo pour La Nourrice (La balia)
- 2001 : Elisabetta Montaldo pour Les Cent Pas (I cento passi)
- 2002 : Francesca Sartori pour Il mestiere delle armi
- 2003 : Danilo Donati pour Pinocchio
- 2004 : Elisabetta Montaldo pour Nos meilleures années (La meglio gioventù)
- 2005 : Daniela Ciancio pour Il resto di niente
- 2006 : Nicoletta Taranta pour Romanzo criminale
- 2007 : Maria Rita Barbera pour Mon frère est fils unique (Mio fratello è figlio unico)
- 2008 : Ortensia De Francesco pour Lascia perdere, Johnny!
- 2009 : Maria Rita Barbera pour Une histoire italienne (Sanguepazzo)
- 2010 : Gabriella Pescucci pour La prima cosa bella
- 2011 : Ursula Patzak pour Frères d'Italie (Noi credevamo)
- 2012 : Rossano Marchi pour La kryptonite nella borsa
- 2013 : Maurizio Millenotti pour The Best Offer (La migliore offerta) et Reality
- 2014 : Daniela Ciancio pour La grande bellezza
- 2015 : Ursula Patzak pour Leopardi : Il giovane favoloso (Il giovane favoloso)
- 2016 : Massimo Cantini Parrini pour Tale of Tales (Il racconto dei racconti - Tale of Tales)
- 2017 : Massimo Cantini Parrini pour Indivisibili
- 2018 : Alessandro Lai pour Napoli velata
- 2019 : Giulia Piersanti pour Suspiria
- 2020 : Massimo Cantini Parrini pour Storia di vacanze (Favolacce) et Pinocchio

## Meilleure photographie
- 1986 : Dante Spinotti pour Berlin Affair (Interno berlinese)
- 1987 : Giuseppe Lanci pour Le Diable au corps (Diavolo in corpo)
- 1988 : Vittorio Storaro pour Le Dernier Empereur (The Last Emperor)
- 1989 : Dante Spinotti pour La Légende du saint buveur (La leggenda del santo bevitore)
- 1990 : Tonino Delli Colli pour La voce della luna
- 1991 : Vittorio Storaro pour Un thé au Sahara (The Sheltering Sky)
- 1992 : Alessio Gelsini Torresi pour Americano rosso
- 1993 : Luca Bigazzi pour Mort d'un mathématicien napolitain (Morte di un matematico napolitano)
- 1994 : Dante Spinotti pour Il segreto del bosco vecchio
- 1995 : Luca Bigazzi pour Lamerica
- 1996 : Luca Bigazzi pour L'Amour meurtri (L'amore molesto) et L'Oncle de Brooklyn (Lo zio di Brooklyn)
- 1997 : Antonio Baldoni pour Pianese Nunzio, 14 anni a maggio
- 1998 : Daniele Ciprì pour Mais qui a tué Tano ? (Tano da morire)
- 1999 : Luca Bigazzi pour Mon frère (Così ridevano) et Fuori dal mondo
- 2000 : Luca Bigazzi pour Pain, Tulipes et Comédie (Pane e tulipani)
- 2001 : Pasquale Mari pour Tableau de famille (Le fate ignoranti)
- 2002 : Fabio Olmi pour Il mestiere delle armi
- 2003 : Italo Petriccione pour L'Été où j'ai grandi (Io non ho paura)
- 2004 : Fabio Cianchetti pour Innocents: The Dreamers (The Dreamers)
- 2005 : Cesare Accetta pour Il resto di niente
- 2006 : Pasquale Mari pour Il regista di matrimoni et La passione di Giosuè l'ebreo
- 2007 : Luca Bigazzi pour L'amico di famiglia et La stella che non c'è
- 2008 : Alessandro Pesci pour Caos calmo
- 2009 : Marco Onorato pour Gomorra et Fortapàsc
- 2010 : Daniele Ciprì pour Vincere
- 2011 : Andrea Locatelli pour Le quattro volte
- 2012 : Luca Bigazzi pour La kryptonite nella borsa, La Petite Venise (Io sono Li) et This Must Be the Place
- 2013 : Marco Onorato pour Reality
- 2014 : Luca Bigazzi pour La grande bellezza
- 2015 : Fabio Olmi pour Torneranno i prati
- 2016 : Luca Bigazzi pour Youth
- 2017 : Ferran Paredes Rubio pour Indivisibili
- 2018 : Luca Bigazzi pour Sicilian Ghost Story
- 2019 : Daniele Ciprì pour Romulus et Rémus (Il primo re) et Piranhas (La paranza dei bambini)
- 2020 : Vladan Radovic pour Le Traître (Il traditore)

## Meilleur son
- 1996 : Mario Iaquone et Daghi Rondanini pour L'Amour meurtri (L'amore molesto)
- 1998 : Mario Iaquone pour Théâtre de guerre (Teatro di guerra)
- 2001 : Bruno Pupparo pour Sangue vivo
- 2002 : Tullio Morganti pour Figli/Hijos
- 2003 : Cinzia Alchimede et Adriano Di Lorenzo pour Angela
- 2004 : Gaetano Carito pour Buongiorno, notte
- 2005 : Daghi Rondanini et Emanuele Cecere pour Les Conséquences de l'amour
- 2006 : Mario Iaquone pour Romanzo criminale
- 2007 : Emanuele Cecere et Daghi Rondanini pour L'amico di famiglia
- 2008 : Alessandro Zanon et Alessandro Palmerini pour La Fille du lac (La ragazza del lago)
- 2009 : Filippo Porcari et Federica Ripani pour Le Déjeuner du 15 août (Pranzo di ferragosto)
- 2010 : Carlo Missidenti pour L'Homme qui viendra (L'uomo che verrà)

## Meilleur montage
- 1996 : Cecilia Zanuso pour Ferie d'agosto
- 2001 : Claudio Di Mauro pour Juste un baiser (L'ultimo bacio)
- 2002 : Francesca Calvelli pour Le Sourire de ma mère
- 2003 : Marco Spoletini pour L'Étrange Monsieur Peppino (L'imbalsamatore) et Velocità massima
- 2004 : Jacopo Quadri pour L'odore del sangue et Innocents: The Dreamers
- 2005 : Giogiò Franchini pour Les Conséquences de l'amour
- 2006 : Esmeralda Calabria pour Le Caïman
- 2007 : Mirco Garrone pour Mon frère est fils unique
- 2008 : Esmeralda Calabria pour Biùtiful cauntri et Lascia perdere, Johnny!
- 2009 : Marco Spoletini pour Gomorra et Il passato è una terra straniera
- 2010 : Francesca Calvelli pour Vincere

## Meilleure musique
- 1986 : Nicola Piovani pour Ginger et Fred
- 1987 : Armando Trovajoli pour La Famille (La famiglia)
- 1988 : Fiorenzo Carpi pour Nuit italienne (Notte italiana)
- 1989 : Eugenio Bennato et Carlo D'Angiò pour Cavalli si nasce
- 1990 : Claudio Mattone pour Scugnizzi
- 1991 : Giancarlo Bigazzi pour Les Garçons de la rue (Ragazzi fuori)
- 1992 : Pino Daniele pour Je croyais que c'était de l'amour (Pensavo fosse amore... invece era un calesse)
- 1993 : Franco Piersanti pour Les Enfants volés (Il ladro di bambini)
- 1994 : Federico De Robertis, Assalti Frontali et 99 Posse pour Sud
- 1995 : Ivano Fossati pour Il toro
- 1996 : Patrizio Fariselli pour Ivo il tardivo
- 1997 : Francesco Magnelli et Ginevra Di Marco pour Tutti giù per terra
- 1998 : Nino D'Angelo pour Mais qui a tué Tano ? (Tano da morire)
- 1999 : Luciano Ligabue pour Radiofreccia
- 2000 : Giovanni Venosta pour Pain, Tulipes et Comédie (Pane e tulipani)
- 2001 : Nicola Piovani pour La Chambre du fils (La camera del figlio)
- 2002 : Luciano Ligabue pour Da zero a dieci
- 2003 : Andrea Guerra pour La Fenêtre d'en face (La finestra di fronte)
- 2004 : Lucio Godoy pour À corps perdus (Non ti muovere)
- 2005 : Teho Teardo pour Lavorare con lentezza
- 2006 : Franco Piersanti pour Le Caïman (Il caimano)
- 2007 : Neffa pour Saturno contro
- 2008 : Fausto Mesolella pour Lascia perdere, Johnny!
- 2009 : Franco Piersanti pour Fortapàsc
- 2010 : Rita Marcotulli, Rocco Papaleo et Max Gazzè pour Basilicata Coast to Coast
- 2011 : Franco Piersanti pour Habemus papam
- 2012 : Franco Piersanti pour Le Premier Homme (Il primo uomo), Piazza Fontana (Romanzo di una strage) et Terraferma
- 2013 : Mauro Pagani pour Le Clan des gangsters (Educazione siberiana)
- 2014 : Pasquale Catalano pour Allacciate le cinture
- 2015 : Paolo Fresu pour Torneranno i prati
- 2016 : Michele Braga et Gabriele Mainetti pour On l'appelle Jeeg Robot (Lo chiamavano Jeeg Robot)
- 2017 : Enzo Avitabile pour Indivisibili
- 2018 : Pivio et Aldo De Scalzi pour Ammore e malavita
- 2019 : Enzo Avitabile pour Il vizio della speranza
- 2020 : Brunori Sas pour Odio l'estate

## Meilleure affiche
- 1986 : Où est passée Jessica (Sotto il vestito niente)
- 1987 : Via Montenapoleone
- 1988 : Opéra (Opera)
- 1989 : Mignon est partie (Mignon è partita)
- 1990 : Quelle heure est-il (Che ora è)
- 1991 : Un thé au Sahara
- 1992 : Quando eravamo repressi
- 1993 : Stefano Quantestorie
- 1994 : Journal intime (Caro diario)
- 1995 : Strane storie
- 1996 : L'Amour meurtri (L'amore molesto)
- 1997 : Nirvana
- 1998 : Aprile
- 1999 : La Mouette et le Chat (La gabbianella e il gatto)
- 2000 : Pain, Tulipes et Comédie (Pane e tulipani)
- 2001 : Tableau de famille (Le fate ignoranti)
- 2002 : Le Sourire de ma mère (L'ora di religione) et Paz! (ex-æquo)
- 2003 : L'Été où j'ai grandi (Io non ho paura)
- 2004 : Innocents: The Dreamers
- 2005 : Les Conséquences de l'amour (Le conseguenze dell'amore)
- 2006 : Le Caïman (Il caimano)
- 2007 : Golden Door (Nuovomondo)
- 2008 : Caos calmo
- 2009 : Il divo et Fortapàsc (ex-æquo)
- 2010 : Vincere
- 2011 : Habemus papam
- 2012 : This Must Be the Place
- 2013 : Il volto di un'altra
- 2014 : J'arrête quand je veux (Smetto quando voglio)
- 2015 : Les Merveilles (Le meraviglie)
- 2016 : On l'appelle Jeeg Robot (Lo chiamavano Jeeg Robot)
- 2017 : Indivisibili
- 2018 : Call Me by Your Name
- 2019 : Suspiria
- 2020 : 5 est le numéro parfait (5 è il numero perfetto)
- 2021 : Tutti per uno, uno per tutti

## Meilleur film étranger
- 1990 : Le Cercle des poètes disparus (Dead Poets Society) (États-Unis)
- 1991 : Danse avec les loups de Kevin Costner (États-Unis)
- 1992 : Thelma et Louise de Ridley Scott (États-Unis)
- 1993 : The Crying Game de Neil Jordan (Royaume-Uni)
- 1994 : La Liste de Schindler de Steven Spielberg (États-Unis)
- 1995 : Forrest Gump de Robert Zemeckis (États-Unis)
- 1996 : Seven de David Fincher (États-Unis)
- 1997 : Shine de Scott Hicks (Australie)
- 1998 : Titanic de James Cameron (États-Unis)
- 1999 : The Truman Show de Peter Weir (États-Unis)
- 2000 : American Beauty de Sam Mendes (États-Unis)
- 2001 : Billy Elliot de Stephen Daldry (Royaume-Uni)
- 2002 : Parle avec elle de Pedro Almodóvar (Espagne)
- 2003 : Le Pianiste de Roman Polanski (Royaume-Uni-France-Pologne-Allemagne)
- 2004 : Mystic River de Clint Eastwood (États-Unis)
- 2005 : Mar adentro de Alejandro Amenábar (Espagne)
- 2006 : Charlie et la Chocolaterie de Tim Burton (États-Unis)
- 2007 : À la recherche du bonheur de Gabriele Muccino (États-Unis)
- 2008 : Into the Wild de Sean Penn (États-Unis)
- 2009 : Gran Torino de Clint Eastwood (États-Unis)
- 2010 : Inglourious Basterds de Quentin Tarantino (États-Unis-Allemagne)

## Meilleur film sorti en vidéo
- 1996 : Pasolini, mort d'un poète (Pasolini, un delitto italiano) de Marco Tullio Giordana
- 1999 : Radiofreccia de Luciano Ligabue

## Ciak d'oro Mini
- 2002 : L'uomo in più de Paolo Sorrentino
- 2003 : Angela de Roberta Torre
- 2004 : Il fuggiasco de Andrea Manni
- 2005 : Il resto di niente d'Antonietta De Lillo
- 2006 : La guerra di Mario d'Antonio Capuano
- 2007 : Sangue - La morte non esiste de Libero De Rienzo
- 2008 : Le vent fait son tour de Giorgio Diritti
- 2009 : Focaccia blues de Nico Cirasola
- 2010 : Dix hivers à Venise (Dieci inverni) de Valerio Mieli

## Ciak d'oro de la carrière
- 1987 : Monica Vitti et Paolo Stoppa
- 1999 : Mario Monicelli
- 2002 : Virna Lisi
- 2003 : Michelangelo Antonioni
- 2004 : Goffredo Lombardo et Franca Valeri
- 2005 : Suso Cecchi D'Amico
- 2006 : Marisa Merlini
- 2007 : Milena Vukotic
- 2008 : Piera Degli Esposti
- 2009 : Liliana Cavani
- 2011 : Gigi Proietti
- 2012 : Marina Cicogna
- 2013 : Ettore Scola
- 2015 : Frères Taviani
- 2019 : Nanni Moretti

## Ciak d'oro de la révélation de l'année
- 1997 : Sascha Zacharias
- 2007 : Ambra Angiolini
- 2008 : Alba Rohrwacher
- 2009 : Valentina Lodovini
- 2010 : Checco Zalone

## Super Ciak d'oro
- 2005 : Le Dernier Empereur de Bernardo Bertolucci
- 2007 : Margherita Buy
- 2008 : Valerio De Paolis
- 2009 : Stefano Disegni
- 2010 : Stefania Sandrelli
- 2010 : Margherita Buy et Carlo Verdone (Ciak de 25 ans)
- 2011 : Antonio Albanese
- 2012 : Gianni Amelio
- 2013 : Sergio Castellitto, Claudia Gerini, Cristiana Capotondi et Sabrina Impacciatore
- 2014 : Monica Bellucci et Claudio Amendola
- 2015 : Alessandro Gassmann, Margherita Buy, Paolo Sorrentino et Fulvio Lucisano
- 2016 : Lino Banfi
- 2017 : Ficarra e Picone
- 2018 : Luciano Ligabue
- 2020 : Pierfrancesco Favino
- 2021 : Toni Servillo

## Ciak d'oroStyle d'acteuretStyle d'auteur
- 2010 : Claudia Gerini, Ferzan Özpetek, Alessandro Preziosi et Valeria Solarino

## Prix spécialEn attendant le Festival
- 2008 : Luisa Ranieri et Giovanni Veronesi
- 2009 : Luca Argentero et Giorgio Pasotti
- 2010 : Isabella Ragonese et Nicolas Vaporidis